# Złoty Żleb

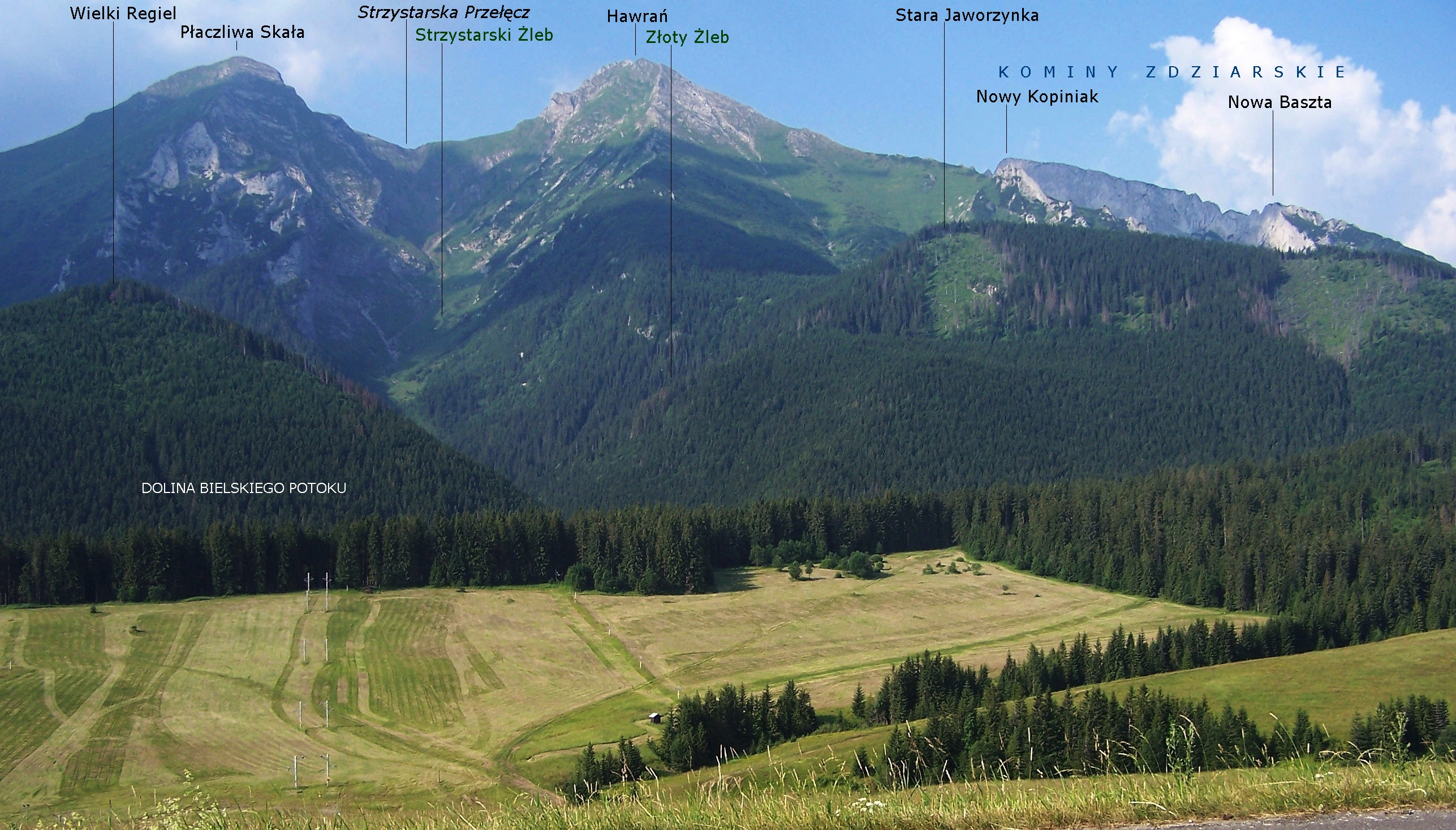
Widok znad Średnicy

Złoty Żleb (słow. Žltý žľab) – boczne, orograficznie lewe odgałęzienie Strzystarskiego Żlebu w północnych stokach Tatr Bielskich. Jest to krótki żleb wcinający się od wschodniej strony pod przełęcz Stare Siodło oddzielającą reglową Starą Jaworzynkę od północnej, bocznej grani Hawrania. Jego wylot znajduje się naprzeciwko Żlebiny – drugiego, prawobocznego odgałęzienia Strzystarskiego Żlebu. Złoty Żleb jest głęboko wcięty i stromy. Porasta go las, w jego dnie znajdują się niewielkie progi. Spływa nim Złoty Potoczek uchodzący do Strzystarskiego Potoku. Cały ten rejon jest niedostępny turystycznie, znajduje się na obszarze ochrony ścisłej TANAP-u.